# Arena Simulation

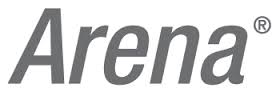
Logo Oprogramowania Arena

Arena Simulation – oprogramowanie służące do symulacji zdarzeń dyskretnych wyprodukowane przez Rockwell Automation. Do symulacji wykorzystuje język SIMAN.
Obecna wersja oprogramowania to wydana w roku 2019 wersja 16.0.
W Arenie użytkownik buduje model, umieszczając moduły (pola o różnych kształtach), które reprezentują procesy lub logikę. Linie łączące służą do łączenia tych modułów między sobą i określania kierunku przepływu bytów. Podczas gdy moduły mają określone działania w stosunku do bytów, przepływu i czasu, dokładna reprezentacja każdego modułu i bytów względem rzeczywistych obiektów jest zadaniem osoby tworzącej model. Dane statystyczne, takie jak czas cyklu lub WIP (Work in Progress), mogą być rejestrowane i generowane jako raporty.

## Zastosowanie
Arena jest wykorzystywana przez firmy do symulacji procesów biznesowych, co jest jednym ze sposobów na optymalizację i zmniejszanie kosztów działania przedsiębiorstw. Niektóre z tych firm to General Motors, UPS, IBM, Nike, Xerox, Lufthansa, Ford Motor Company i inne.